# Ringe Sø
Ringe Sø er en 14 ha stor sø ved Ringe på Fyn, der blev genskabt ved et naturgenopretningsprojekt i 2005. 
Siden 2012 har der været afviklet et hel- og halvmarathon-løb rundt om søen.
Der har tidligere været en sø, som i midten af 1800-tallet blev drænet til landbrugsjord. i 1980'erne gik lokale grupper i aktion for en genopretning, og i 1992 kom en bevilling fra det daværende Fyns Amt, som førte til at man den 18. marts 2005 kunne indvie søen.
- Ringe Sø set mod øst fra midterstien.
- Kunstbænk ved Ringe Sø.